# Station Bremen-Hemelingen
Station Bremen-Hemelingen (Bahnhof Bremen-Hemelingen, ook wel Bahnhof HB-Hemelingen) is een spoorwegstation in de Duitse plaats Bremen, in de deelstaat Bremen. Het station ligt aan de spoorlijn Wanne-Eickel - Hamburg. Op het station stoppen alleen Regio-S-Bahntreinen van Bremen en Nedersaksen. Het station telt twee perronsporen aan een eilandperron.

## Treinverbindingen
De volgende treinserie doet station Bremen-Hemelingen aan:
| Serie | Treinsoort                  | Route | Bijzonderheden                       |
| ----- | --------------------------- | --- | ------------------------------------ |
| S2    | Regio-S-Bahn (NordWestBahn) | Bremerhaven-Lehe – Bremerhaven Hbf – Osterholz-Scharmbeck – Bremen Hbf – Bremen-Hemelingen – Twistringen | Versterkingstreinen tijdens de spits |